# Academia Militar das Agulhas Negras
De Academia Militar das Agulhas Negras (AMAN) is een in de Braziliaanse stad Resende gevestigde instelling voor hoger beroepsonderwijs. Gesticht in 1944, tijdens de Regering Vargas, is het de militaire academie van Brazilië. 

## Ligging
De militaire school ligt aan de snelweg Presidente Dutra, in het centrum van de stad. Het bevindt zich in de nabijheid van de rivier Paraíba do Sul en de gelijknamige berg.
Voor de poorten van AMAN ligt een recht stuk geasfalteerde weg genaamd Avenida do Exército (Laan der Landmacht), bijgenaamd retão da Aman (lang recht stuk van AMAN). Aan de weerszijden van het recht stuk staan in de grasvelden oude kanonen.

## Geschiedenis
De geschiedenis van AMAN gaat terug tot het jaar 1913, toen de militaire school Escola Militar do Realengo werd opgericht in de stad Rio de Janeiro.
Begin jaren 1930, lanceerde een Braziliaans kolonel het idee om de school te verplaatsen naar elders in het land. In 1931, stelde de regering een bouwcommissie in die moest zorgen voor de realisatie van een nieuw onderkomen voor de school. Arquitect Raul Penna Firme kreeg de opdracht en maakte een tekening van het nieuwe gebouw van de militaire school. In 1932, keurde de bouwcommissie zijn ontwerp goed en gaf de opdracht tot de bouw ervan. De keuze van de commissie viel op de stad Resende, die grenst aan de deelstaten Minas Gerais en São Paulo. In bijzijn van de toenmalige Braziliaanse president Getúlio Vargas werd op 29 juli 1938 de eerste steen gelegd. Door een ministerieel besluit van 1943 kreeg de school de naam Escola Militar de Resende. Op 20 maart de 1944 opende de militaire academie haar deuren en op dezelfde dag betraden de eerste kadetten het terrein van de academie. Ongeveer zes jaar later, 1951, kreeg de militaire academie haar huidige naam, die verwijst naar de nabijgelegen berg Agulhas Negras. 

## Complex
Tot het complex van de AMAN behoren tevens een woonwijk voor militairen, een militair museum (1947) met onder meer een verzameling oorlogsbuit uit de Tweede Wereldoorlog, een academisch theater met een capaciteit voor 2884 personen en een bioscoopszaal. Voorts wordt er jaarlijks in de maand juni op het militair oefenterrein van de academie het Midzomerfeest gehouden.

## Onderwijs
In het hoofdgebouw van de militaire academie worden cadetten van 16 tot 21 jaar uit heel Brazilië opgeleid ten behoeve van de Braziliaanse landmacht. Een beroemde oud-leerling van AMAN is de Braziliaanse president Jair Bolsonaro.